# 432 Pitija
432 Pitija (mednarodno ime je 432 Pythia) je asteroid tipa S (po Tholenu in SMASS) v glavnem asteroidnem pasu.

## Odkritje
Asteroid je odkril francoski astronom A. Charlois ( 1864 – 1910) 18. decembra 1897 v Nici. Imenuje se po prerokinji Pitiji.

## Lastnosti
Asteroid Pitija obkroži Sonce v 3,64 letih. Njegova tirnica ima izsrednost 0,147, nagnjena pa je za 12,129° proti ekliptiki. Njegov premer je 46,90 km, okoli svoje osi se zavrti v 8,252 h.